# Орнбау
Орнбау (њем. Ornbau) град је у њемачкој савезној држави Баварска. Једно је од 58 општинских средишта округа Ансбах. Према процјени из 2010. у граду је живјело 1.627 становника. Посједује регионалну шифру (AGS) 9571189.

## Географски и демографски подаци
Орнбау се налази у савезној држави Баварска у округу Ансбах. Град се налази на надморској висини од 419 метара. Површина општине износи 15,2 km². У самом граду је, према процјени из 2010. године, живјело 1.627 становника. Просјечна густина становништва износи 107 становника/km².